# Eurygyrus serialis
Eurygyrus serialis är en mångfotingart som beskrevs av Koch. Eurygyrus serialis ingår i släktet Eurygyrus och familjen Schizopetalidae. Inga underarter finns listade i Catalogue of Life.